# Hilary (papież)
Hilary (ur. na Sardynii, zm. 29 lutego 468 w Rzymie) – teolog, ojciec Kościoła, święty Kościoła katolickiego, 46. papież w okresie od 19 listopada 461 do 29 lutego 468.

## Życiorys
Hilary pochodził z Sardynii i był synem Krispinusa. Za pontyfikatu Leona I Wielkiego był archidiakonem, i legatem papieskim na „synodzie zbójeckim” w Efezie w sierpniu 449.
Po śmierci Leona I Wielkiego na papieża wybrano Hilarego.
W czasie pontyfikatu Hilarego, w Italii rządził germański wódz Rycymer, który mimo protestów papieża założył w Rzymie gminę ariańską. Papież Hilary przeciwstawił się napływowi sekt do Rzymu i zajął się organizacją Kościoła. Hilary potwierdził z wielkim przekonaniem prymat biskupa Rzymu. Hilary wybudował w Rzymie m.in. Bazylikę św. Wawrzyńca za murami.
Hilary zwołał na 19 listopada 465 r. synod w Rzymie. Odbył się on w kościele S. Maria Maggiore i dotyczył sporów jurysdykcyjnych biskupów. Papież zakazał biskupom naznaczania swoich następców.
Często starał się budować autorytet Rzymu poprzez interwencje w Galii i Hiszpanii. Hilary żywił głęboką wiarę w interwencję św. Jana Ewangelisty podczas „synodu zbójeckiego”, skąd ledwie uszedł z życiem. Na jego cześć wybudował kaplicę przylegającą do laterańskiego baptysterium. Wybudował również kaplicę ku czci św. Jana Chrzciciela, kaplicę Świętego Krzyża i Bazylikę św. Wawrzyńca za Murami. Hilary zmarł w Rzymie i został pochowany w klasztorze, który ufundował w pobliżu kościoła S. Lorenzo fuori le Mura.
Wspomnienie liturgiczne w Kościele katolickim obchodzone jest 28 lutego.